# Kawanphila pachomai
Kawanphila pachomai és una espècie d'ortòpters de la família Tettigoniidae.

## Hàbitat
És terrestre.

## Distribució geogràfica
És un endemisme d'Austràlia.